# 庇護十二世
庇護十二世（拉丁語：Venerabilis Pius PP. XII；1876年3月2日—1958年10月9日）原名恩仁·瑪利亞·若瑟·若望·派契利（義大利語：Eugenio Maria Giuseppe Giovanni Pacelli），天主教會第260任教宗（1939年3月2日－1958年10月9日）。曾任駐巴伐利亞大使（1917一1920）和駐普魯士大使（1920一1940)、國務樞機卿（1930年2月9日–1939年2月10日）、總務樞機（1935年至1939年）。他於2009年12月19日獲列為可敬者。任內經歷了第二次世界大戰。庇護十二世在任教宗期間存於梵蒂岡秘密檔案館的檔案會於2020年3月起解密。

## 譯名列表
- 碧岳十二世：香港天主教教區檔案　歷任教宗作碧岳。
- 庇護十二世：天主教香港教區禮儀委員會：禧年專頁 （页面存档备份，存于）、《大英簡明百科知識庫》2005年版[永久]、《世界人名翻譯大辭典》1993年版作庇護。

## 紀念

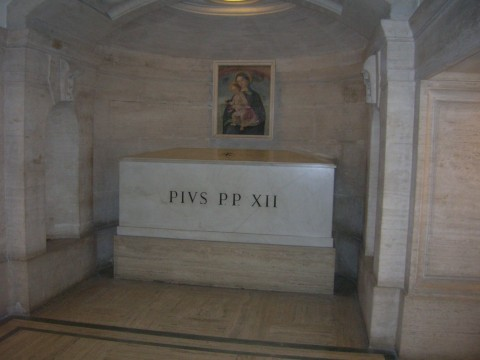
庇護十二世於聖伯多祿大殿地下室中的墓地。

1952年瑪利諾會士顧倫神父於香港九龍牛頭角龍山復華村設立一所新的小學，並於1953年1月25日由白英奇主教奠基，取名庇護十二學校。該校於1953年開課。
復華村於1978年開始被清拆（香港政府清拆復華村後在原址建成樂華邨）。庇護十二學校亦於1979年被清拆，部份教職員轉往瑪利諾會其他學校，大部份則遷到荃灣的柴灣角天主教小學繼續教學，不過辦學權則由瑪利諾神父會轉交天主教香港教區。2009年柴灣角天主教小學上午校又遷往深井並改名深井天主教小學。
庇護十二學校原址現已成為另外一所名為樂華天主教小學的學校，該校由原位於牛頭角上村三座旁的牛頭角天主教小學於2000年搬往樂華邨續辦的。而牛頭角天主教小學和庇護十二學校同是由瑪利諾諾會所創辦。故此可以說，原由瑪利諾會開辦的庇護十二學校原址結果仍由瑪利諾會開辦的學校繼續使用，成為一段小小香港掌故。

## 其他

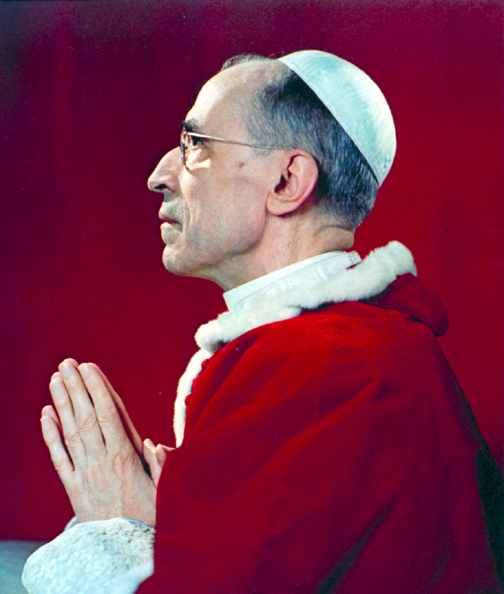
庇护十二世在祈祷（摄于1949年）

- 在二戰時期，蘇聯主席史達林曾在英国首相丘吉尔向他表达了他对於教宗同情德國立场一事的烦恼后嘲讽教宗道：“教宗！他有幾個師？”（The Pope! How many divisions has he got?）。庇護十二世之后對此表示：「你可以告訴我的孩子約瑟夫，他將會在天堂看見我的部隊。」（You can tell my son Joseph that he will meet my divisions in heaven.）[6]

## 牧徽

教宗庇護十二世牧徽
恩仁·瑪利亞·若瑟·若望·派契利的樞機牧徽
宗座出缺時恩仁·瑪利亞·若瑟·若望·派契利的總務樞機牧徽